# Гаусиг

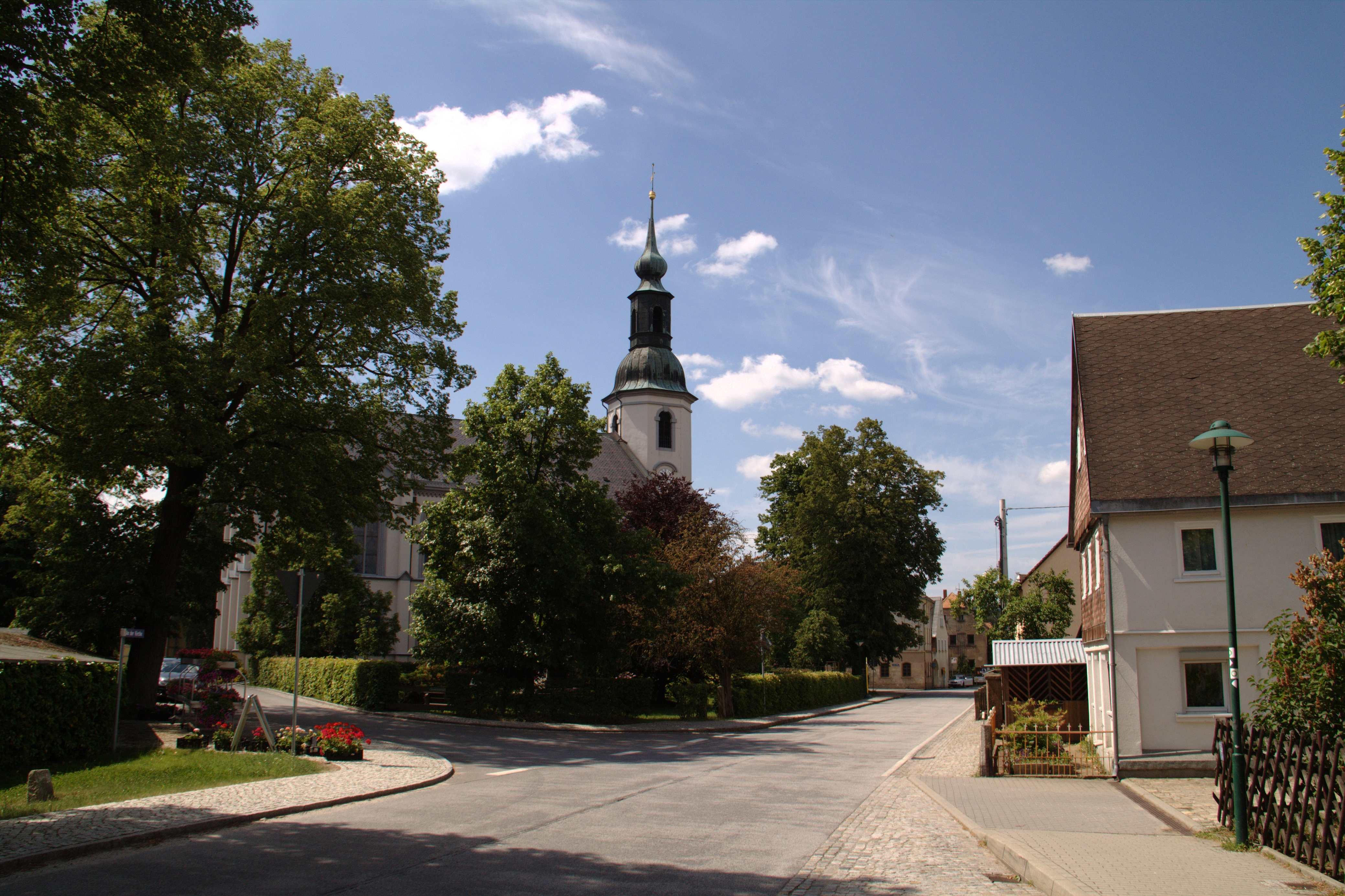

Га́усиг или Гу́ска (нем. Gaußig; в.-луж. Huska) — деревня в Верхней Лужице, Германия. Входит в состав коммуны Добершау-Гаусиг района Баутцен в земле Саксония. Подчиняется административному округу Дрезден.

## География
Граничит c деревнями Гунчерицы (Hunćericy, Günthersdorf) на севере, Брязынка (Brězynka, Brösang) на юго-востоке, Гольца (Holca, Golenz) — на востоке, Нова-Вес (Nowa Wjes, Naundorf) — на юго-западе, Косарня (Cossern, Kosarnja) — на западе и Цоков (Cokow, Zockau) — на северо-западе.

## История
Впервые упоминается в 1245 году под наименованием Gusc/ Guzich.
В 1935—1936 годах деревня входила в состав коммуны Гюнтерсдорф, с 1936 по 1950 года — в коммуну Голенц, с 1950 по 1973 года — в коммуну Димен, в 1973—1974 годах — в коммуну Драушковиц, с 1974 по 1994 года — Наундорф, с 1994 по 1999 года — в коммуну Гнашвиц-Добершау. С 1999 года входит в состав коммуны Добершау-Гаусиг.
В настоящее время деревня входит в состав культурно-территориальной автономии «Лужицкая поселенческая область», на территории которой действуют законодательные акты земель Саксонии и Бранденбурга, содействующие сохранению лужицких языков и культуры лужичан.

## Население
Согласно статистическому сочинению «Dodawki k statisticy a etnografiji łužickich Serbow» Арношта Муки в 1884 году проживало 454 человек (из них — 254 серболужичанина (56 %)). С XVI века большинство жителей являются лютеранами.
Официальным языком в населённом пункте, помимо немецкого, является также верхнелужицкий язык.
| 1777 | 1834 | 1871 | 1884 | 1890 | 1910 | 1925 | 1939 | 1946 | 1950 | 1964 | 1990 | 2011 |
| ---- | ---- | ---- | ---- | ---- | ---- | ---- | ---- | ---- | ---- | ---- | ---- | ---- |
| 35   | 345  | 411  | 454  | 476  | 606  | 669  | 962  | 1187 | 1430 | 1209 | 1767 | 601  |